# Chiúre
Chiúre és un municipi de Moçambic, situat a la província de Cabo Delgado. En 2007 comptava amb una població de 32.603 habitants. És la seu del districte de Chiúre. En maig de 2013 fou constituït administrativament en municipi.